# Robin Rumler

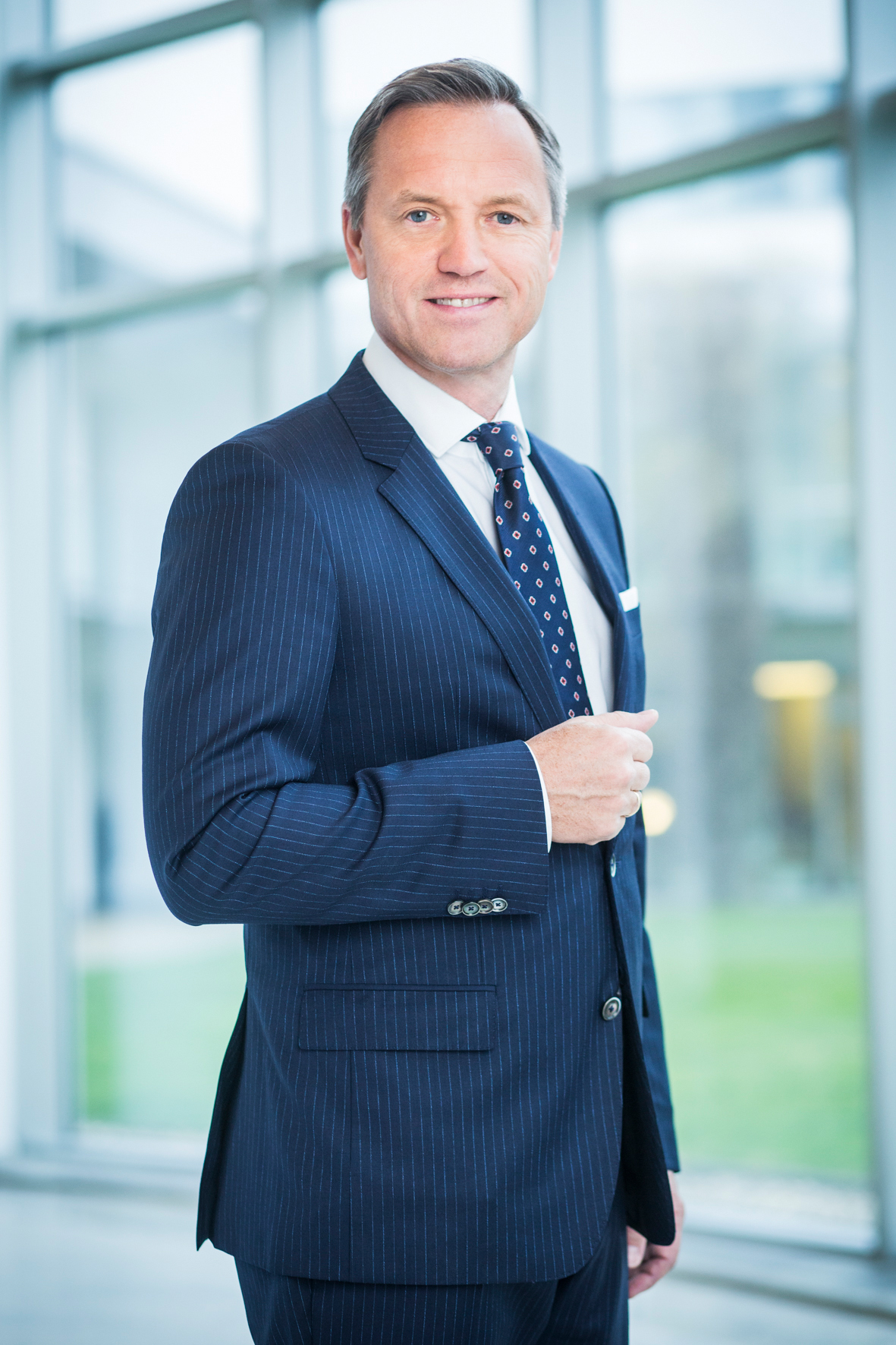
Robin Rumler (2016)

Robin Rumler (* Mai 1963 in Wien) ist ein österreichischer Manager in der Pharmaindustrie. Von 2009 bis 2022 war er Geschäftsführer der Pfizer Corporation Austria mit Sitz in Wien. Seit 2023 arbeitet er als selbstständiger Berater und Investor im Gesundheitswesen.

## Leben und Karriere
Rumler hat das Studium der Humanmedizin an der Medizinischen Fakultät der Universität Wien (heute Medizinische Universität Wien) 1991 abgeschlossen.
Nach ersten Erfahrungen als Assistenzarzt arbeitete Rumler ab 1992 in verschiedensten Funktionen und Unternehmen in der Pharmaindustrie, darunter Janssen-Cilag, AstraZeneca und Sanofi. 2004 wechselte er zu Pfizer als Marketing Direktor. 2009 übernahm er die Geschäftsführung der Pfizer Corporation Austria mit Sitz in Wien. Von 2014 bis 2019 war er auch Geschäftsführer der Pfizer Manufacturing Austria mit Sitz in Orth an der Donau (Niederösterreich).
In einem im Dezember 2020 veröffentlichten Interview spricht sich Rumler für Gesundheitsprävention im Sinne des Begriffs Health in all Policies aus. Er plädiert damit für Gesundheitsvorsorge in folgenden Bereichen: Vorsorgeuntersuchungen sowie Gesundheitsbildung bereits ab dem Kindheitsalter. Das damit verfolgte Ziel: Mehr gesunde Lebensjahre bei steigender Lebenserwartung.
Robin Rumler war bzw. ist in folgenden Gremien in leitender Funktion tätig:
- PHARMIG, Verband der österreichischen Pharmaindustrie: Von 2016 - 2022 Vize-Präsident und von 2010 bis 2016 Präsident[3]
- PHARMIG-ACADEMY, Fortbildungen, Seminare –  , 2016 - April 2023 Präsident[4]
- AmCham – Amerikanische Handelskammer in Österreich, 2015 - 2022 Vice-President[5]
- Gremium Gesundheitsziele des Hauptverbands der Sozialversicherung und der PHARMIG, 2011 - 2022 Vorsitzender
- IAA – Int. Advertising Association/Austria Chapter – seit 2006 Advisory Board Member[6]
- PRAEVENIRE Gesundheitsforum – seit 2019 im wissenschaftlichen Beirat
- PMCA – Pharma Marketing Club Austria – Präsident 2004 bis 2010

## Publikationen
- Fred Harms, Dorothea Gänshirt und Robin Rumler: Lehrbuch Pharma Marketing – gesundheitsökonomische Aspekte einer innovativen Industrie am Beispiel von Deutschland, Österreich und der Schweiz. Lucius&Lucius Verlag, 2008, ISBN 978-3-8282-0429-4.
- Franz T. Aichner et al.: Atherothrombose. Ein interdisziplinärer Leitfaden für Grundlagen, Klinik und Management. Thieme, Stuttgart 2002, ISBN 3-13-129861-8, S. 180.

## Auszeichnungen (Auszug)
- 2023: Ehrenvorstandsmitglied der Pharmig
- 2023: Ehrenpräsident der Pharmig Academy
- 2019: Großes Ehrenzeichen für Verdienste um die Republik Österreich[7]
- 2014: Verleihung des Berufstitels „Professor“ durch Bundespräsident Heinz Fischer[8]
- 2009: „EFFIE“ in Platin (Preis für effiziente Werbung) für die Initiative Safe4fun. Eine Aufklärungskampagne für Jugendliche zum Thema HIV/AIDS.
- 2006: Pharma Marketing Club Austria – Ehrenmitgliedschaft